# Jean-Michel Le Gal
Pour les articles homonymes, voir Le Gal.
Jean-Michel Le Gal, né à Toronto au Canada[Quand ?], est un comédien et créateur bilingue de théâtre, de télévision et de cinéma.

## Biographie

### Jeunesse
Jean-Michel Le Gal est né à Toronto au Canada, d'une actrice de théâtre et d'un producteur de télévision et musique francophones. Il commence sa carrière à l'âge de 10 ans, dans la série jeunesse Pri-Maths sur les ondes de TVOntario. Au secondaire, il fait une tournée de plusieurs écoles dans la région de l'Outaouais avec la troupe communautaire Théâtre des Lueurs. Ensuite, Jean-Michel participe à un échange culturel de sept mois avec Jeunesse Canada Monde entre la Colombie-Britannique et Sulawesi en Indonésie.

### Carrière
Après trois années de formation professionnelle en théâtre au Studio 58 à Vancouver, et plus de 150 000 arbres plantés dans le nord de la Colombie-Britannique et l'Alberta, il a été invité au Conservatoire de Birmingham pour la formation en théâtre classique au Festival de Stratford.
Son premier rôle à Stratford est dans la production de 2004 de Noises Off (en), dirigée par Brian Bedford, et sa performance reçoit une critique élogieuse de Kamal Al-Solaylee du Globe and Mail. Ensuite, il joue de nombreux rôles au cours de quatre ans, dont Ferdinand dans La Tempête face à William Hutt, Silvius dans Comme il vous plaira et Lorenzo dans Le Marchand de Venise. Il a également reçu le prix John Hirsch de Stratford pour l'acteur le plus prometteur.
À Montréal, il joue Pierrot et La Violette dans Dom Juan de Molière au Théâtre du Nouveau Monde avec Benoît Brière et James Hyndman, signé Lorraine Pintal. Également, Jean-Michel interprète Horace dans L'École des femmes de Molière au Théâtre français de Toronto, recevant une critique positive de Stage Door.
Ensuite, il assiste au premier conservatoire pour comédiens au Canadian Film Centre où il s'entraîne avec Kiefer Sutherland, Sarah Polley et Norman Jewison.

### Écriture et réalisation
Depuis 2004, il écrit et réalise trois courts métrages tournés en Argentine, en Colombie-Britannique et dans la Forêt-Noire en Allemagne. Aussi, avec le réalisateur John Stead, il écrit et réalise un épisode de la série comique The Bobby Buck Show.

## Filmographie

### Cinéma
- 2011 : Take this waltz de Sarah Polley
- 2012 : Foxfire de Laurent Cantet
- 2013 : Tony Gitone de Jerry Ciccoritti
- 2014 : She Sings for Me de Rebecca Davey[10]
- 2014 : Ce qu'on a de Maxime Desmons[11],[12]
- 2015 : Benjamin de Sherren Lee
- 2018 : Anon
- 2018 : State Like Sleep
- 2019 : The Knight Before Christmas
- 2020 : French Exit d'Azazel Jacobs
- 2021 : Charlotte d'Éric Warin et Tahir Rana

### Télévision
- 2010 : Meteo +
- 2011 : John A de Jerry Ciccoritti
- 2012 : Le Transporteur
- 2012 : Les Bleus de Ramville
- 2012 : Flashpoint
- 2013 : Rookie Blue
- 2013 : Orphan Black
- 2014-2016 : Max & Shred
- 2016-2017 : Frontier
- 2016 : Reign : Le Destin d'une reine
- 2016 : Toi & moi
- 2017 : Les enquêtes de Murdoch
- 2018 : Condor
- 2018 : Mehdi & Val
- 2019 : Hudson and Rex
- 2019 : Good Witch
- 2020 : Eaux Turbulantes

## Théâtre
- L'École des femmes : Horace, Théâtre français de Toronto
- Le Dîner de cons : Juste Leblanc, Théâtre français de Toronto[13],[14]
- Grincements et autre bruits : un homme, Théâtre du Trillium (Ottawa)
- Dom Juan : Pierrot et La Violette, Théâtre du Nouveau Monde (Montréal)
- Unity 1918 : Michael / Glen, Théâtre Western Canada (Kamloops, Colombie-Britannique)
- Le Menteur : Yannick, Théâtre la Seizième (Vancouver)
- Une soirée avec Beckett : protagoniste, Tandem Productions (Vancouver)
- Corpus Cristi : Peter, théâtre Hoarse Raven (Vancouver)

Au Festival de Stratford
- Le Marchand de Venise : Lorenzo, dir. Richard Rose
- La Comédie des erreurs : Angelo, dir. Richard Monette[15]
- Un mari idéal : M. Montford, dir. Richard Monette
- Dom Juan : La Violette, dir. Lorraine Pintal
- London Assurance : Martin[16], dir. Brian Bedford
- La Tempête : Ferdinand, dir. Richard Monette
- L'Alouette : frère Ladvenu, dir. Michael Lindsay-Hogg
- Comme il vous plaira : Silvius, dir. Antoni Cimolino
- Henri VIII : l'arpenteur, dir. Richard Monette
- Noises Off : Garry Lejeune, dir. Brian Bedford